# Spermophora maculata
Spermophora maculata är en spindelart som beskrevs av Eugen von Keyserling 1891. Spermophora maculata ingår i släktet Spermophora och familjen dallerspindlar. Inga underarter finns listade i Catalogue of Life.